# ماریان رایت ادلمن

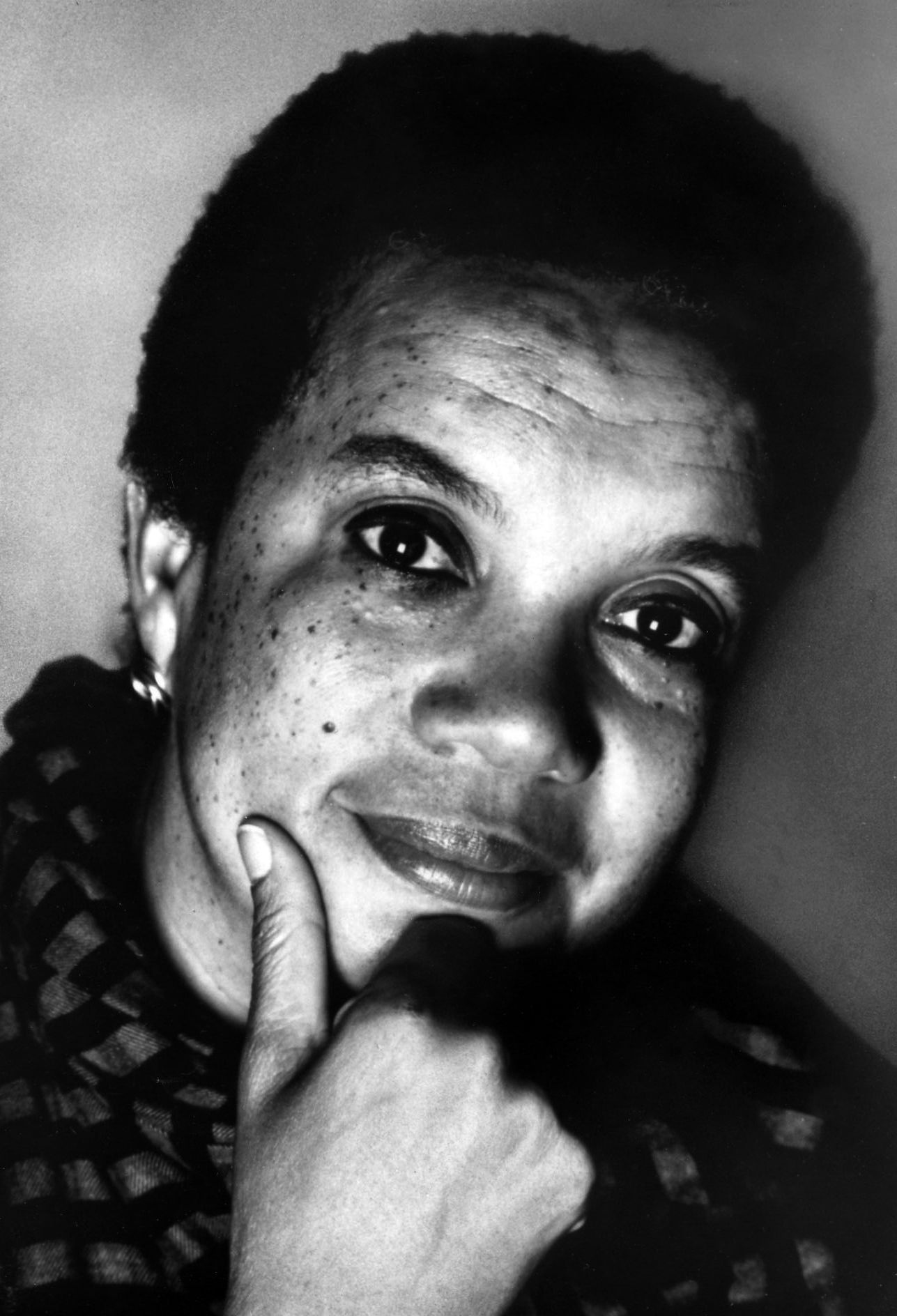
ماریان رایت ادلمن در ۱۹۹۴

ماریان رایت ادلمن (انگلیسی: Marian Wright Edelman؛ زادهٔ ۶ ژوئن ۱۹۳۹) نویسنده و وکیل اهل ایالات متحده آمریکا و یک فعال آمریکایی در زمینه حقوق کودکان است. او در تمام طول زندگی حرفه‌ای خود حامی آمریکایی‌های محروم بوده است. او مؤسس و رئیس سابق صندوق دفاع از کودکان است. ماریان خود بر رهبرانی همچون مارتین لوتر کینگ جونیور و هیلاری کلینتون تأثیرگذار بوده است.

## سال‌های اول زندگی
ماریان رایت در ۶ ژوئن ۱۹۳۹ در بنتسویل، در ایالت کارولینای جنوبی متولد شد. پدرش آرتور جروم رایت، یک روحانی باپتیست و مادرش مگی لئولا بوئن بود. در سال ۱۹۵۳، زمانی که او ۱۴ ساله بود، پدرش بر اثر سکته قلبی درگذشت.

## تحصیلات
او به دبیرستان فنی مارلبورو در بنتسویل رفت. در سال ۱۹۵۶ از آنجا فارغ‌التحصیل شد و به کالج اسپلمن در آتلانتا، جورجیا رفت.
به دلیل موفقیت‌هایش در آموزش، بورس کمک تحصیلی مریل به او اعطا شد که به او امکان داد تحصیلاتش را در خارج از آمریکا ادامه دهد. او تمدن فرانسه را در دانشگاه سوربن فرانسه و در دانشگاه ژنو در سوئیس خواند. در اتحاد جماهیر شوروی به مدت دو ماه در ترم دوم تحصیل در خارج از کشور، با استفاده از یک کمک آموزشی، تحصیل کرد.
در سال ۱۹۵۹، او در سال آخر به اسپلمن بازگشت و در آنجا به جنبش حقوق مدنی پیوست. در سال ۱۹۶۰ او به همراه ۷۷ دانشجوی دیگر در یک تحصن در رستوران‌های مخصوص سفیدپوستان، در آتلانتا دستگیر شد. ماریان از اسپلمن به عنوان دانشجوی ممتاز فارغ‌التحصیل شد. او به تحصیل ادامه داد و در مدرسه حقوق ییل ثبت نام کرد و در آنجا عضو گروه دانشجویی جان هی ویتنی بود. در سال ۱۹۶۳ ماریان موفق به اخذ لیسانس حقوق شد. او همچنین عضو گروه آفریقایی- آمریکایی دلتا سیگما تتا بود.
ادلمن در ماه مه ۲۰۱۸ به دریافت دکترای افتخاری از دانشگاه لاسال نائل شد.

## فعالیت‌ها
ادلمن اولین زن آفریقایی‌تبار بود که در سال ۱۹۶۴ در کانون وکلای می‌سی‌سی‌پی پذیرفته شد. او شروع به وکالت در شعبه می‌سی‌سی‌پی نهاد حقوق بشری صندوق دفاع و آموزش حقوقی (NAACP) کرد و در زمینه مسائل مربوط به عدالت نژادی مرتبط با جنبش حقوق مدنی و دفاع از فعالان در کمپین تابستان آزادی می‌سی‌سی‌پی در سال ۱۹۶۴ فعالیت می‌کرد. او همچنین در راه‌اندازی برنامه «هیت استارت» که برای آموزش و رفاه کودکان خانواده‌های کم درآمد بود کمک کرد.
ادلمن در سال ۱۹۶۸ به واشینگتن رفت، و در آنجا نیز فعالیت‌های خود ادامه داد. او در برگزاری کمپین فقرای مارتین لوتر کینگ جونیور و کنفرانس رهبری مسیحیان جنوب همکاری داشت، او پروژه تحقیقاتی واشینگتن که یک شرکت حقوقی با منافع عمومی بود را ایجاد کرد، و همچنین به مسائل مربوط به کودکی و رشد کودکان وارد شد.
ادلمن در سال ۱۹۷۱ اولین زن سیاه‌پوست بود که به عضویت هیئت امنای دانشگاه ییل انتخاب شد.
در سال ۱۹۷۳، او صندوق دفاع از کودکان را به عنوان صدایی برای کودکان فقیر، کودکان رنگین‌پوست و کودکان معلول تأسیس کرد. این سازمان به عنوان یک مرکز حمایتی و پژوهشی برای مسائل کودکان عمل کرده و مشکلات و راه‌حل‌های احتمالی را برای کودکان نیازمند ثبت کرده است. او همچنین در چندین مورد علیه جداسازی مدارس سفید و سیاه شرکت کرد و در هیئت مدیره گروه توسعه کودک می‌سی‌سی‌پی، که یکی از بزرگ‌ترین برنامه‌های «هیت استارت» در آمریکا بود، خدمت کرد.

## جوایز
وی برندهٔ جوایزی همچون نشان افتخار آزادی رئیس‌جمهوری، تالار ملی مشاهیر زن، و جایزه صلح گاندی شده است.